# Mikoyan-Gurevich Ye-8
YE-8 (tiếng Nga: ОКБ Микояна Гуревича Е-8) là một loại máy bay thử nghiệm được phát triển bởi phòng thiết kế máy bay Mikoyan và Gurevich, Liên Xô, là một máy bay thử nghiệm nằm trong chương trình phát triển máy bay diệt mục tiêu trên không MiG-21. YE-8 được phát triển thỏa mãn các yêu cầu mới mà động cơ và thiết bị chiến đấu trên không đặt ra. Máy bay là một nỗ lực tăng góc đón gió, linh hoạt, tốc độ, độ cao, gia tốc, khả năng sử dụng khí tài điện tử. Trong các máy bay thử nghiệm nhóm MiG-21, YE-8 là phát triển tiếp theo của YE-6, vốn tồn tại trong thời gian ngắn. YE-8 cũng không đi đến sản xuất lớn và trang bị tuy đã được dặt tên là MiG-23. Có hai máy bay YE-8 được đóng, gọi là YE-81 và YE-8-2, có thể coi là những máy bay thử nghiệm đầu tiên của kiểu MiG-23, tuy rằng sau đó MiG-23 sử dụng kết cấu khí động hơi khác. YE-8 có nhiệm vụ là chiến đấu trên không chuyên nghiệp, những máy bay có nhiệm vụ chiến đấu trên không hay được viết bằng tiếng Anh là fighter, interceptor và destroyer, hay được viết bằng tiếng Việt là máy bay tiêm kích, máy bay đánh chặn, máy bay khu trục, ngày nay hay dùng ngữ từ máy bay đánh chặn và interceptor. YE-150, YE-8 là hai nhánh phát triển nâng cao của máy bay chiến đấu MiG-21. Đây là mẫu thử nghiệm giống MiG-21 đầu tiên có khả năng bắn tên lửa điều khiển bằng radar bán chủ động tầm xa, là máy bay đạt tính FBV, bắn quá tầm nhìn đầu tiên của MiG. YE-6, YE-8 là các phòng thí nghiệm bay đóng góp rất lớn vào phát triển kỹ thuật.

## MiGMFI-1.44
Vào tháng 1 năm cuối cùng của Cộng sản Liên Xô, máy bay chiến đấu thế hệ 5 MiG MFI-1.44 được giới thiệu hạn chế. MFI là phiên âm tiếng Nga МФИ, viết tắt của cụm từ "Máy Bay Tiền Tuyến". Loại máy bay này phía Liên Xô do PE-V.M.Petlyakov khởi xướng, tiêu biểu là PE-2 (Tiếng Nga: ОКБ Петлякова tức là phòng thiết kế Petlyakov). Chúng làm các nhiệm vụ hỗ trợ mặt đất bám sát (close air support), áp chế mặt đất (interdiction), kiểm soát bầu trời (air superiority). Yêu cầu sử dụng được ở những sân bay tiền tuyến và có thể được trang bị trong những đơn vị Lục Quân cấp Tập đoàn Quân trở lên. Tuy vậy thích hợp nhất cho lực lượng Không Quân, sau đó là Phòng Không. Máy bay thử nghiệm MFI-1.44 nay đang được tranh cãi chuyển sang sản xuất hàng loạt và trang bị với tên trong trang bị là MiG-35. Dịch sang tiếng Việt sát nghĩa nhất là fighter, tuy nhiên, không có định nghĩa hoàn toàn ngang nhau giữa tiếng Nga và tiếng Anh, do sự khác biệt khoa học quân sựMỹ và Nga. Máy bay gây ấn tượng mạnh. Bình luận về việc nó xuất hiện, nhiều nhà phân tích, trong đó có những chuyên gia nhiều kinh nghiệm về Hàng Không, đã cho rằng máy bay có cấu hình của máy bay đa năng có chức năng diệt mục tiêu trên không (fighter & destroyer) Mỹ F-16. Tuy nhiên, chỉ có một số ít nhà nghiên cứu, thuộc lớp cổ, đã nhận xét chính xác rằng, máy bay đúng là giống F-16, nhưng F-16 sử dụng kết cấu thân của một máy bay thử nghiệm bí mật mang số hiệu YE-8. Kết cấu thân này áp dụng không chỉ trên F-16, những máy bay kết cấu này và gần giống kết cấu này nhưng có hai động cơ, hoặc dùng kết cấu thân và bào khí trước của YE-8 nhưng mở rộng cánh bỏ đuôi ngang (cánh tam giác không đuôi ngang) là các máy bay chiến đấu phổ biến nhất cuối thế kỷ 20: F-16 Mỹ và các máy bay tương tự (Lavi Israel, F-2 Nhật, J-10 Trung Quốc), Máy bay chiến đấu châu Âu Typhoon EF-2000 Eurofighter, MiG-29 (và bản phát triển MiG-33). Tất cả những kết cấu khí động đó đều là kết cấu góc đón gió AoA lớn để đạt gia tải lớn, thuận tiện trang bị điện tử, yêu cầu lái và ổn định điện tử, đa năng có không chiến. MiG MFI-1.44 về khí động là cấu hình máy bay hai động cơ, cửa hút gió dưới bụng, cánh tam giác không đuôi ngang, hai đuôi đứng, bào khí trước điều khiển được. Không hoàn toàn giống, nhưng những máy bay kiểu này thừa kế những tính toán khí động của YE-8, việc thất thoát kỹ thuật này đến nay vẫn còn là điều hoàn toàn bí ẩn. Thất thoát xảy ra cuối những năm 1960, đánh dấu bàng hàng loạt máy bay thử nghiệm giống máy bay Liên Xô được đóng và thử nghiệm ở căn cứ tuyệt mật Area-51, Mỹ. Các chương trình này là bước mở đầu cho việc người Mỹ dừng các kết cấu máy bay chiến đấu truyền thống của họ như F-4, F-5, F-8, F-105... cho ra đời một thế hệ máy bay giống Liên Xô là F-14, F-15, F-16.
Riêng F-16 và các máy bay giống nó thì kết cấu giống hệt YE-8, máy bay có bào khí trước cố định+cánh+đuôi+cửa hút gió dưới thân góc đón gió lớn, chỉ có điểm khác biệt là kết cấu cánh tam giác được thay bằng cánh tứ giác. (Cánh tam giác có đuôi kiểu MiG-21 chỉ được các nhà thiết kế ưa chuộng trong thời gian ngắn). Bào khí cố định chuyển thành phần kéo dài của gốc cánh. (Phương án bào khí cố định này được áp dụng nhiều, trừ một số máy bay Tây Âu vẫn dùng bào khí cố định nhưng tách rời như của YE-6, YE-8, YE-152).

## Ngày ngày 28 tháng 10 năm 1958
Ngày ngày 28 tháng 10 năm 1958 xảy ra một sự kiện lịch sử. Sau một thời gian xung đột, hôm đó, đột nhiên các máy bay của Đài Loan thắng lớn, diệt gọn 9 máy bay Mig-15 Trung Quốc trong đất liền. Đây là lần đầu tiên các F-86 sử dụng tên lửa tầm nhiệt AIM-9, có thể là lần đầu tiên tên lửa có điều khiển không đối không xung trận. (Theo những bức ảnh còn lại, trong chiến tranh Thế giới thứ II, Đức đã bắn tên lửa lái dây kích nổ âm thanh về phía máy bay Đồng Minh, một vài người Đức nói rằng tên lửa X-4 này đã có kết quả hạ mục tiêu, nhưng những gì còn lại của câu chuyện này quá ít ỏi. Điều chắc chắn là các tên lửa X-4 tính năng rất hạn chế). Về mặt quân sự, người Trung Quốc tỏ ra không mấy dũng cảm, họ dừng hoàn toàn các trận không chiến, huy động một lực lượng khổng lồ người rà soát từ đề-xi-mét vuông trong vùng vài trăm ki-lô-mét vuông bên dưới trận đánh. Trung Quốc tìm được một số mảnh tên lửa và rất may mắn, một quả tên lửa cắm vào mục tiêu mà không nổ, máy bay này cố hạ cánh, nhưng phi công không sống sót, máy bay bị phá hủy, nhưng tên lửa cắm vào nó thì gần như nguyên vẹn. Sự kiện này ảnh hưởng lớn đến các máy bay diệt mục tiêu trên không Liên Xô, họ lập tức huy động một lực lượng khoa học lớn, cho ra đời tên lửa R-13, sau này sẽ dùng trên MiG-21 trong chiến tranh Việt Nam. Trung Quốc giữ lại đầu dò hồng ngoại, với hy vọng sẽ có tên lửa tốt hơn của Liên Xô. Tuy nhiên, 30 năm sau đó, kỹ thuật sản xuất tên lửa của Trung Quốc vẫn bế tắc. Trước trận chiến này, Liên Xô đầu tư vào tên lửa tầm quang, được dẫn đường bởi đèn chiếu từ máy bay mẹ vào mục tiêu, hướng này rất hạn chế kết quả. Thời điểm trước 1958, các tên lửa dẫn đường radar vẫn thiếu điều kiện thực hiện tác chiến hiệu quả trên máy bay nhỏ. Sự kiện này được giữ hết sức bí mật, nhiều năm sau sự sụp đổ của Liên Xô, phương Tây vẫn không hiểu tại sao thiết kế AIM-9 thất thoát.

## Phương thức chiến đấu

### Thời đạitên lửa có điều khiểncủaMiGbắt đầu.
Năm 1959, đối với không quân Liên Xô có một sự kiện lịch sử. Tướng Ivan Pstưgo (Иван Пстыго, sau này là Nguyên Soái, tư lệnh Không Quân) kết thúc giai đoạn thử nghiệm và đưa vào trang bị máy bay MiG-21F chiến thuật, đánh dấu việc không quân Liên Xô bắt đầu thời đại đối không bằng tên lửa và radar (máy bay này là mẫu thử YE-6 không lắp bào khí dùng hai tên lửa. Liên Xô lúc đó dựa vào ba loại tên lửa không đối không chính: tên lửa hướng radar bán chủ động được ưu tiên nhất, tên lửa tầm quang được đầu tư phát triển lớn và trang bị rộng nhưng đây là hướng bế tắc sau này, tên lửa tầm nhiệt đang nghiên cứu). Phòng thiết kế OKB-155 lúc đó thuộc Ủy ban Thiết bị Hàng không (hay được viết tắt tiếng Nga là ГКАТ) do Mikhoyan lãnh đạo. Bất chấp khối lượng công việc rất lớn khi bắt đầu tổ chức sản xuất hàng loạt máy bay mới, vẫn tiến tới việc phát triển một mẫu máy bay chiến đấu ưn thế. Phòng thiết kế tiến hành tạo mới song song một số mẫu máy bay có yêu cầu chung: diệt mục tiêu trên không, hạng nặng, tốc độ cao. (Nên hiểu mức độ của từ "hạng nặng" lúc mà yêu cầu máy bay không chiến vẫn còn nhỏ nhẹ).

### Tuy nhiên, đó mới là kết cấu trung gian.
Về quan điểm kỹ thuật, MiG-21F là máy bay sử dụng phương pháp không chiến dựa trên radar và tên lửa có điều khiển, là lớp máy bay chiến đấu trên không phản lực thứ 2, khác biệt lớp thứ nhất mà dòng MiG có hai máy bay MiG-15 và MiG-17. (MiG-19 là máy bay đa năng, fighter, "máy bay cường kích", nó không phải là máy bay chiến đấu trên không chuyên nghiệp và vì những lý do sau, nó chiến đấu trên không không tốt.) Về quan điểm chiến thuật, máy bay MiG-21 vẫn phải bắn trong góc hẹp tầm ngắn, vẫn là máy bay Dogfight. Cách đánh này không khác gì của MiG-15, MiG-17 và hoàn toàn khác FBV của MiG-25. Vậy, thực chất MiG-21 là máy bay phản lực không chiến thế hệ 1,5 của Liên Xô, máy bay trung gian giao thời.

### Dogfight
Những vấn đề khí động không còn là mục tiêu quan trọng nhất nữa. Từ khi có máy bay, những nỗ lực khí động, công suất cánh quạt hay lực đẩy phản lực, động cơ... đến thời điểm YE-8 ra đời, luôn là những vấn đề lớn nhất mà các nhà chế tạo thân cánh, máy bay... quan tâm. Nhắc lại một lần nữa, các MiG-21 là máy bay trung gian. Chúng vẫn sử dụng cách đánh dogfight, phương pháp chiến đấu tiêu diệt mục tiêu trên không bằng cách đặt địch vào đường thẳng của phương bay, trước mũi ta và tránh để địch làm như vậy. Dogfight đạt ưu thế bằng tính linh hoạt của máy bay, bao gồm các đặc tính vòng bán kính hẹp, ít giảm tốc độ khi đổi hướng, tốc độ leo cao và gia tốc trục dọc mạnh, tỷ lệ lực đẩy động cơ/khối lượng, tỷ lệ diện tích cánh/khối lượng, tầm mắt phi công... Những yêu cầu đó của ưu thế đòi hỏi máy bay có thiết kế khí động, động cơ ưu việt và quan trọng nhất là phải nhỏ, nhẹ. YE-6 riêng về khí động là nỗ lực nâng cao góc đón gió, góc giữa hướng máy bay và phương bay, tăng gia tải và khả năng bắn tên lửa tầm ngắn. Một đặc trưng của dogfight là cần những máy bay chiến đấu trên không chuyên nghiệp, những máy bay có khả năng ném bom nặng nề khó linh hoạt nhào lộn hỗn chiến.

### FBV
Tên lửa có điều khiển và các phương tiện quan sát, giám sát điện tử đã cho phép những thiết bị có đường bay tồi nhất bắn rụng những máy bay linh hoạt nhất. Cực đoan nhất có thể nói rằng, tên lửa điều khiển bằng radar, xuất phát từ những bệ phóng đất đối không không thể rời mặt đất được, nay đã nhỏ gọn và bắn rụng được máy bay với hiệu suất cao. Dễ hiểu nơn thì hình dung ra cách máy bay không chiến tiêu diệt mục tiêu trên không bằng tên lửa, thứ thiết bị bay linh hoạt hơn máy bay có người lái, xuất phát từ máy bay mang radar. Phương pháp chiến đấu ngày nay được gọi là FBV (fire beyond vision), bắn qua tầm nhìn. Sử dụng máy bay có phương tiện quan sát điện tử tốt hơn nhiều mắt phi công (lúc đó trọng tâm là radar không chiến). Diệt địch bằng thứ vũ khí linh hoạt và tầm xa hơn đại bác bắn nhanh NR30 là các tên lửa có điều khiển. Yêu cầu của FBV cần máy bay có khí tài quan sát mạnh và mang được tên lửa linh hoạt, tầm xa, tốc độ cao để địch không chạy được. Máy bay như thế quan trọng nhất là to mạnh. Như vậy, dogfight và FBV mâu thuẫn nhau, cần hai kết cấu động lực cho máy bay diệt mục tiêu trên không khác nhau. Trước khi năng lực của máy tính đủ mạnh làm nảy sinh yêu cầu nhận dạng, radar có hai chức năng tìm kiếm và bám-ngắm bắn (search và track-lock).

### RadarcủaMiGtrước YE-8
Trong dòng MiG, radar được áp dụng dần dần. Ban đầu dùng cho mục tiêu chiến đấu mọi thời tiết, mức đầu tiên của FBV. Ban đầu, máy bay diệt mục tiêu trên không trang bị một radar ngắm bắn (track radar), đây là một radar có ăng-ten(antena) chảo và máy tính tương tự, sau khi phi công chiếu nó vào mục tiêu thì nó tự bám theo mục tiêu bằng cách ngoáy chảo theo chỗ phản xạ mạnh nhất, phi công phải phát hiện mục tiêu bằng mắt thường rồi mới bám bằng lock radar. Tiếp theo, tính năng tìm kiếm đạt được bằng một ăng-ten quét qua lại, thể hiện trên một màn hình có bộ nhớ sơ khai là chất huỳnh quang lưu ảnh (scan radar). Máy bay MiG-15P chiến đấu mọi thời tiết là giải pháp đầu tiên, mang ăng-ten bám-ngắm bắn đặt trong một mũ chụp tròn trên cửa hút gió. MiG-15bisP-SP-1 (МиГ-15Пбис-СП-1) và phiên bản không người lái là tên lửa Kometa có radar bám-ngắm bắn kiểu này. Máy bay MiG-9 cũ cũng có những cải tiến như vậy. Sau đó, vị trí này được dùng cho ăn-ten tìm kiếm rộng hơn chứ không tròn, mũ chụp trông như cái môi trên (của miệng người). Hai radar tìm và bám cùng được bố trí trên máy bay MiG-15bisP-SP-5 (МиГ-15Пбис-СП-5), radar tìm kiếm bố trí ở môi trên, radar bám-ngắm bắn chuyến xuống giữa cửa hút gió. MiG-21 có hai radar như vậy, dùng chung một màn hình thể hiện một chế độ, chuyển chế độ bằng công-tắc (switch). Khác với MiG-15bisP-SP-5, MiG-21 đặt hai ăng-ten trong một nắp đậy chung hình chóp.

## Động lực.

### Cửa hút gió
Kết cấu cửa hút gió của các máy bay MiG-15, MiG-17, MiG-19 là kết cấu cửa hút gió của máy bay dưới âm. Tuy nhiên, MiG-15 khi bổ nhào đã có thể đạt siêu âm trong nhiều tình huống, máy bay MiG-17 dễ dàng đạt và vượt tốc độ âm thanh, được coi là máy bay chiến đấu siêm âm đầu tiên của Liên Xô được trang bị (máy bay này khi bay ổn định tốc độ ngang không đạt tốc độ âm thanh, nhưng sát nút). Máy bay phát triển của MiG-17 là I-350 vượt tốc độ âm thanh khi bay ngang, nhưng nó lập túc hỏng động cơ, sau nhiều nỗ lực, chương trình dừng. Trong chiến tranh Triều Tiên, việc MiG-15 bị dừng động cơ đột ngột khi bổ nhào gây khá nhiều thương vong, bắt đầu được chú ý, nhưng nguyên nhân vẫn còn bí ẩn (sau này, Yuri Gagarin, nhà Du Hành Vũ Trụ đầu tiên của Thế giới cũng mất trong một tai nạn MiG-15). Người ta giải thích được hiện tượng, khi tốc độ gió bằng tốc độ âm thanh, thì sóng âm đi cùng máy bay, luôn được máy bay tiếp năng lượng, hiện tượng tích năng lượng này gây nổ. Vụ nổ sẽ xảy ra ở ngoài máy bay khi vượt tốc độ M1, gọi là tiếng nổ vượt tường âm thanh. Hiện tượng này cũng gây lực cản đột nhiên tăng vọt ở M1, buộc phải có các giải pháp về lực đẩy. Máy bay YE-50 khi vượt tường âm thanh rung bần bật như con ngựa hoang, là kết cấu khí động cổ lỗ MiG-19 nhưng vượt M2, máy bay này gặp nhiều tai nạn khi thử nghiệm và chương trình dừng. Đây là chiéc máy bay thử nghiệm đầu tiên được đặt tên MiG-23. (Tuy nhiên, trong kế hoạch lập ra trước YE-50, thì MiG-21 chưa được chính thức đặt tên. Có thể cách đặt tên này chỉ là một hành động tình báo. Kết quả vụ đánh lạc hướng này có vẻ tốt, vì đến năm 1963, phương Tây mới hiểu rằng YE-2 không phải là MiG-21. Điều này dẫn đến việc phương Tây đặt 3 tên cho riêng máy bay MiG-21). Ở trong đường hút gió máy bay thì tốc độ dòng khí khác ở ngoài, ở MiG-15 tốc độ gió này cao hơn tốc độ máy bay, hiện tượng bùng nổ xảy ra trước khi máy bay đạt M1 gây dừng hoặc hỏng động cơ. Các máy bay sau đó của lớp máy bay không chiến thứ nhất vẫn dùng cửa hút này, mặc dù tốc độ tối đa của chúng đạt trên 1700 km/h. Người ta gia cố động cơ, mang theo oxy để khởi động lại, tăng quán tính rotor động cơ tránh dừng, tăng dung lượng pin để khởi động lại...Có nhiều giải pháp, nhưng không giải pháp nào chống việc bùng nổ, nguyên nhân là máy nén của lớp động cơ Nene yếu, nếu áp dụng biện pháp chống bùng nổ sẽ hạn chế động cơ, nhất là ở tốc độ thấp. Các máy bay thời MiG-21 có cửa hút dễ nhận, đây là phương án chống bùng nổ bằng cách dẫn khí vào qua khe hẹp gập góc, làm triệt tiêu sóng âm. Phương án này được áp dụng khi áp suất đốt của động cơ đã tăng, do máy nén đã hút và nén gió tốt hơn. Kết cấu cửa hút gió và nắp đậy ăng-ten radar tạo nên hình dáng đặc trưng của mũi máy bay MiG-21 và các máy bay cùng thời.

### Động cơ, động cơ yêu cầu có bào khí, bào khí yêu cầu máy tính. Lúc này máy tính còn yếu.???
Đến năm 1960 là thời kỳ động cơ phản lực phát triển chóng mặt. Đầu những năm 1960 đánh dấu việc phổ biến các loại máy bay không chiến có tốc độ ngang trên M2, lác đác có các máy bay thử nghiệm đạt trên M3. Trong khi đó, chỉ cách 15 năm, khi thế chiến kết thúc, rất ít máy bay chiến đấu đạt tốc độ 900 km/h. Việc động cơ đẩy máy bay đi nhanh hơn dẫn đến việc chạy đua thay đổi cấu trúc khí động và thân cánh. Những động cơ ban đầu áp dụng cho máy bay chiến đấu trên không có áp suất đốt thấp, vào khoảng 3-4atm, đây là những động cơ của MiG-15, MiG-17, MiG-19, do áp suất đốt thấp nên hiệu suất sử dụng nhiên liệu thấp. Máy bay MiG-21 có kết cấu máy nén mới. Động cơ của máy bay này xuất phát từ kiểu động cơ ban đầu R-11. Đây là động cơ có hai tầng turbine phát động. Các turbine này đặt trên hai trục khác nhau, truyền động qua bánh răng. Trục có tốc độ cao nối turbine áp cao và máy nén áp cao, đặt lồng bên ngoài trục áp thấp. Nhờ kết cấu này, động cơ có kích thước nhỏ nhẹ và lực đẩy mạnh, hiệu suất được cải thiện khi áp đốt đặt 8-9atm. Tuy nhỏ nhẹ nhưng động cơ này chỉ có một luồng khí, vẫn tốn nhiên liệu nhất là khi mang nặng và tốc độ bay thấp. Các động cơ này đã đẩy máy bay chiến đấu trên không được trang bị phổ biến có tốc độ trên M2. Với tốc độ mới, xuất hiện nhiều yêu cầu thay đổi kỹ thuật.
Kiểu cửa hút gió khe hẹp giờ đây gây lực cản lớn, người ta thay bằng kiểu cửa hút gió có ống tích áp. Đây là ống lớn dẫn khí, tương đối dài và rộng. Tốc độ dòng khí và áp suất trong này thay đổi, dẫn đến việc dập tắt các xung chấn động. Đồng thời, việc máy bay bay trên dải tốc độ rộng dẫn đến nhu cầu hạn chế bới dòng khí vào cửa hút gió khi tốc độ cao. Việc thay đổi cân bằng trục dọc ở tốc độ thấp và tốc độ cao cũng gây nên những vấn đề kỹ thuật cùng rất nhiều ta nạn trong khi thử nghiệm. Một máy bay có thiết kế ổn định khí động trong tốc độ thấp thì khi tăng tốc, nó lại bị ngóc lên hay chúi xuống, nhiều khi mất cân bằng trục dọc này gây tai nạn. Điều này dẫn đến yêu cầu điều khiển "góc đón gió" "Angle Of Attack". Như trên đã nói, góc đón gió lớn còn tạo thuận lợi cho bắn tên lửa tầm ngắn (góc bắn đến 30 độ chứ súng chỉ có 0 độ). Việc điều khiển góc đón gió giúp cho góc nghiêng của các cửa hút tĩnh thiết kế đặc biệt thay đổi, thay đổi lượng gió thông qua động cơ ở các tốc độ khác nhau. Kết cấu truyền thống của MiG cho đến MiG-21 là cửa hút gió trước máy bay, động cơ đặt sau buồng lái. Radar đặt trong không gian chật trội giữa cửa hút gió. Dòng khí đi dọc thân khi nâng tốc độ lên M2,5 sinh nhiệt làm nóng thân máy bay đến mức nguy hiểm.
YE-6 và YE-8 được thiết kế như là máy bay MiG-21 thử nghiệm góc đón gió lớn. Chúng có một thiết bị lái hoàn toàn mới so với trước đây: bào khí, canard foreplane. Người Nga lúc đó gọi thiết bị này là "cánh ngang trước", hay được biết đến với từ viết tắt "PGO". Đây là các cánh phụ trước cánh chính, ở YE-6 và YE-8 chúng dễ dàng tháo ra và lắp cánh có hình dạng khác vào phục vụ cho thử nghiệm. Nhờ bào khí này, việc ổn định trục dọc ở tốc độ cao, điều khiển lượng gió thông qua động cơ và điều khiển góc đón gió thuận lợi hơn. Cũng nhờ bào khí trước này, máy bay ăn lái hơn và trở nên linh hoạt hơn. Tuy nhiên, nếu dùng cơ cấu lái phía sau cũ, máy bay tự ổn định vững vàng hơn khi bay ổn định tốc độ. Thiết bị lái trước đem tính bất ổn đến cùng khả năng ăn lái. Điều này cần việc ổn định cưỡng bức bằng điện tử. Trước đây, máy bay ổn định chủ yếu bằng các lực quán tính-khí động tương tác, đưa máy bay về tư thế cân bằng cần thiết, gọi là tự ổn định khí động. Còn để đưa thiết bị lái lên phía trước, cần những cảm biến nhậy để đo các thay đổi tư thế và máy tính nhanh để điều khiển các thiết bị lái đưa máy bay về vị trí cân bằng. Ngày nay hầu hết các máy bay chiến đấu tiên tiến đều sử dụng bào khí.
Nói dễ hiểu hơn. Bào khí trước diều khiển dễ dàng góc đón gió cho phép lực nâng dưới cánh lớn, đẩy máy bay đổi hướng với gia tốc lớn (gia tải lớn). Chính điều này tạo ra tính linh hoạt của máy bay.
Tuy nhiên, đây là nguyên nhân lớn nhất là các máy bay hậu duệ của YE-8 không thể áp dụng bào khí và bào khí điều khiển được. Lúc này máy tính điện tử còn quá yếu. Chính nguyên nhân này làm cho kiểu máy bay này rất lâu sau đó mới phổ biến.

### A-12,Attackernhưng không bao giờ Attacking. Cấu hình cổ lỗ của thế hệMiG-21lại là cấu hình thực hiện máy bay chiến đấu nhanh nhất thế giới đến giờ.SR-71, cánh chim tự hào của ngườiMỹ.
Cuối những năm 1950 và đầu những năm 1960, cũng như Liên Xô, nước Mỹ đi vào cuộc cách mạng mới trong không chiến, cần chế tạo những máy bay mới mang những khí tài mới. Họ cũng đặt ra những yêu cầu như phía Liên Xô. Túc là, máy bay to lớn mang tên lửa-radar lớn, bay nhanh và xa, chống tăng nhiệt độ. Khoảng năm 1959, chiếc A-12 trình diễn. Nhìn chung, máy bay này có các đặc điểm kỹ thuật cùng lớp YE-6. Máy bay có cánh tam giác, cửa hút gió khe hẹp, động cơ áp suất đốt thấp. Máy bay không điều khiển lượng khí thông qua động cơ, thay vào đó, nó sử dụng động cơ lai turbojet-ramjet. Khi máy bay bay nhanh, không khí vào cửa hút gió nhiều, một phần không khí không đi qua buồng đốt trước turbine phát động mà đến thẳng buồng đốt hậu. Kết cấu này sử dụng tỷ lệ lớn năng lực từ buồng đốt hậu, nới áp suất đốt rất thấp, do đó tốn nhiên liệu. Tuy nhiên, kết cấu này hết sức đơn giản. Máy bay có cấu tạo thên ống trụ và cũng gặp phải những vẫn đề cân bằng trục dọc, nhưng người ta không làm bào khí trước mà làm mét hai bên bè ra theo tỷ lệ đường kính.
Người ta sử dụng giá thành khủng khiếp để giải quyết vến đề nhiệt độ. Toàn thân máy bay, khi bay có nhiệt độ đến 200-300 độ C trừ khoang chứa đồ điện và buồng lái được làm mát. Trên 90% trọng lượng máy bay được làm bằng titan nguyên chất. Kim loại này rất cứng và việc gia công các chi tiết bằng nó cũng đắt, còn hơn cả giá nguyên liệu vốn đã trên trời. Trước khi máy bay cất cánh, người ra đốt nóng nó đến trên 200 độ C, dài ra vài inch, như nhiệt độ khi đang bay, lúc đó máy bay mới có hình dáng chính xác. Giá vỏ máy bay cao một phần vì hệ thống làm mát kiểu toát mồ hôi. Khắp thân máy bay khoan nhiều lỗ nhỏ li ti, khi nóng lên, các lỗ này to ra, nhiên liệu thoát ra đó rồi bay hơi, làm nguội.
Nhiên liệu chứa ngay trong vỏ máy bay không cần bình chữa cách ly. Nhiên liệu có số hiệu JP7 (Jet Propellant 7, MIL-T-38219), được lọc kỹ các chất bay hơi. Thành phần chủ yếu là các Ancan no và Alcan no vòng, Ancan kết hợp vòng Benzen (alkanes, cycloalkanes, alkylbenzenes). JP7 có bổ sung một ít chất chống bay hơi napan (naphthalenes), chất bôi trơn fluoride carbon. Nhiên liệu an toàn, rất khó bắt cháy và sản sinh năng lượng cao (ném diêm vào diêm tắt chứ không cháy). Do khó điểm hỏa, động cơ sử dụng phương pháp mồi lửa hóa học: lúc động cơ khởi động người ta phun cùng nhiên liệu một chất oxy hóa tự bắt cháy khi gặp nhiên liệu.
A-12 đến năm 1960 được chuyển thành YF-12, nhiệm vụ chính là chiến đấu trên không. Máy bay namg radar Hughes AN/ASG-18 và tên lửa AIM-47. Đến năm 1966, chương trình dừng lại. Có thể, lý do lớn nhất để người Mỹ không làm các máy bay chiến đấu trên không này là nó quá đắt. A-12 sau đó cũng không được chế tạo như máy bay ném bom. Phiên bản trinh sát phát triển từ YF-12 có tên SR-71 Blackbird còn được sử dụng đến hết thế kỷ 20 với số lượng rất ít ỏi và tỷ lệ tai nạn khủng khiếp. YF-12 cho đến giờ vẫn là máy bay chiến đấu trên không bay nhanh và cao nhất.
Tuy nhiên, nhiệm vụ ban đầu của nó là tấn công mặt đát và không chiến. Với những nhiệm vụ đó, mẫu máy bay này không đạt yêu cầu. Điều này nói lên những giới hạn của kết cấu cánh tam giác, thân trụ, cửa hút gió khe hẹp. Thành công của A-12 làm cả Liên Xô và Mỹ kéo dài cấu trúc đã quá cổ này.

### Thời đại mới, nhiều điều mới. YE-8.
Tướng Ivan Pastưgo đặt ra nhiệm vụ chế tạo một máy bay chiến đấu trên không mới, đáp ứng các yêu cầu đặt ra trên. Yêu cầu đầu tiên là mang bộ khí tài tấn công chính S-23, bao gồm nhóm tên lửa K-23 và radar "Sapphire", đèn chiếu "ASP-PF" (đèn này dùng để dẫn đường tên lửa tầm quang, đầu dò hướng hồng ngoại "Spectrum". Nhóm tên lửa này có tên lửa tầm nhiệt và tên lửa hướng radar bán chủ động. Máy bay chiến đấu trong mọi thời tiết, tốc độ chiến đấu khoảng M0,5-M1,8, độ cao chiến đấu 18 km. Nhóm vũ khí mới có tên hiệu như vậy do máy bay chiến đấu mới được sẽ đặt số hiệu MiG-23 nếu được đưa vào sản xuất trang bị. Việc phát triển hệ thống khí tài và máy bay được tiến hàng song song. Máy bay được phát triển dựa trên MiG-21PF tức (YE-7), mẫu thử sẽ có tên trong thử nghiệm, do phòng nghiên cứu đặt là YE-8. Ngày 30 tháng 5 năm 1960, bộ quốc phòng Liên Xô ký quyết định phát triển máy bay này. Dựa vào kinh nghiệm thiết kế và các kết quả thử nghiệm, việc đầu tiên người ta đi tìm kết cấu cửa hút gió mới. Có hai phương án được chọn, cửa hút gió hai bên thân và cửa hút gió dưới thân. Người ta đã chọn kiểu thứ hai phù hợp với động cơ, cho phép thích hợp hơn với góc đón gió lớn, sử dụng góc đón gió hạn chế lượng khí vào động cơ, trạng thái trượt ngang, xoáy. Bào khí trước thừa kế những kinh nghiệm của mẫu thử MiG-21F-13 (còn gọi là mẫu thử YE-6T/3, tên đặt của OKB) và YE-6. Ban đầu, kết cấu lắp cánh phụ được copy từ máy bay thử nghiệm này, đây là mẫu thử YE-6 số 3, tên tiếng Nga là Е-6Т/3. Lúc này, chưa có đủ máy tính và kinh nghiệm bay thử nghiệm để thực hiện bào khí trước điều khiển được. Bào khí của YE-8 thả tự do ở tốc độ dưới âm thanh, coi như không tham gia vào hoạt động. Khi tốc độ cao, người ta khóa bào khí này theo trục máy bay. Nhờ vậy, máy bay thích hợp với cả tốc độ thấp và tốc độ cao. Lúc đó, bào khí trước ngoài nhiệm vụ ổn định trục dọc còn có nhiệm vụ thay đổi nhanh hướng máy bay theo yêu cầu, chống lại quá trình tự ổn định khí động bằng đuôi, nên bào khí trước lúc đó còn có tên là "chống ổn định". Quá trình cố định vào khí trước diễn ra không hề làm phức tạp hoạt động của phi công. Thiết bị dùng để lắp bào khí này được gọi là PGO, trong mẫu YE-8 được trình diễn, nó mang đôi cánh phụ sải 2,6 mét. Theo tính toán, đôi bào khí này giảm hệ số bốc đầu ở tốc độ M1,5-M2 đi một nửa. (hệ số bốc đầu là số đo người Nga chỉ mức độ lệch của lực cân bằng trục dọc khi thay đổi tốc độ). Bào khí này cũng giúp thay đổi tâm khí động nằm ngang, giúp tăng gia tốc lực nâng. Trong thực tế, ở độ cao 15000 mét, quá tải nâng (gia tải) đạt 5,0 so với 2,5 của MiG-21 khác. Kết cấu máy bay MiG-21 có nhiều sức mạnh tiềm tàng, do đó từ 1959-1972 nó lập được rất nhiều kỷ lực thế giới trong các phiên bản sửa đổi. Ở thời điểm đầu những năm 1960, YE-8 với quá tải lực nâng lớn đã trở thành máy bay chiến đấu có khả năng vận động cao, đi trước rất nhiều các máy bay MiG-29, F-16 và SU-27.
Máy bay cần tăng cao năng lực động cơ trước nhiều khó khăn. Đầu tiên là động cơ AM-11 tỏ dấu hiệu khó phát triển và đang được dừng chương trình. Trong khi đó, máy bay cần lực đẩy ít nhất cao hơn 800 kg so với động cơ AM-11. Mikoyanđặt cược vào loại động cơ mới, được phát triển và chế tạo ở nhà máy Soyuz, chương trình lãnh đạo bởi Nikola Georgievich Metskhvarisvili, học trò tài năng của nhà sản xuất động cơ Vladimir Yakovlev Klimov, mang số hiệu "Nhà máy 300"(завод №300). Cửa hút gió mới chỉ riêng nó đã gióp phần đáng kể vào tăng áp suất đốt. Cùng với việc cải tiến cửa hút, các thành tựu của ngành luyện kim đã cho phép thay đổi cấu trúc đĩa và cánh nén. Tốc độ máy nén áp thấp tăng lên. Cánh nén tầng đầu tiên được sửa đổi hình dạng và tốc độ, giảm chấn động gió, điều này làm việc phóng vũ khí thuận lợi hơn nhưng quan trọng hơn tránh quá nhiệt động cơ. (Chấn động ở cửa hút nguy hiểm khi tăng tốc vượt qua M1). Nhóm thiết kế đã mở rộng một chút động cơ R-11-300 tăng lượng khí thông qua. Một số cải tiến khác cũng được thực hiện, như việc tăng cường oxy khi khởi động, mũi chống đóng băng. Phần đuôi động cơ, buồng đốt hậu được lồng vào phần trước. Các thiết bị đuôi máy bay được lắp vào khoang thân, trượt trên ống đuôi động cơ bởi ray và các con lăn, điều này bảo vệ các cơ cấu đuôi máy bay khỏi nhiệt độ động cơ. Lượng khí thông qua của động cơ R-11-2FS-300 là 64 kg/s tăng lên 74 kg/s. Động cơ mới được đặt tên R-21F-300. Lực đẩy có đốt hậu tăng từ 6175 kg lên 7200 kg. Khởi động cũng tốt hơn. Với trọng lượng cất cánh 6800 kg, máy bay đạt tỷ lệ lực đẩy tiên tiến ngày nay. Hầu hết các tham số kích thước R-21F-300 đều tăng so với R-11F-300. Đường kính 772mm và 845mm, đường kính ngoài ống đốt hậu 902mm lên 987mm, khối lượng 1165 kg tăng lên 1250 kg. Những lần thử nghiệm động cơ đầu tiên, không may, không gây được ấn tượng mạnh. Kết cấu cửa hút gió chưa đảm bảo ổn định dòng khí dẫn đến tăng nhiệt độ. Tư liệu để lại không nói rõ các phương pháp nào đã được áp dụng để ổn định cánh máy nén áp thấp. Việc cải tiến này dẫn đến khai tử kiểu hút gió khe hẹp truyền thống của MiG-21. Đây là lần đầu tiên hãng MiG chế tạo cửa hút gió chống bùng nổ xung M1 kiểu ống tích áp này. Kết cấu ống và động cơ này về sau vẫn được dùng ở MiG-23
Cùng với việc cải tiến kết cấu tầng đầu máy nén để ổn định dòng khí, các nhà thiết kế cũng đưa ra giải pháp đầu tiên điều chỉnh diện tích cửa hút. Một cơ cấu máy tự động gồm một vách cố định, một cửa mở được tự động thay đổi diện tích cửa hút theo tốc độ, bằng một buồng cao su. Cơ cấu này chỉ hoạt động khi các càng bánh đã đóng lại. Độ mở của cơ cấu này được chỉ thị trong buồng lái bởi đồng hồ 20 mức. Song song với cơ cấu tự động này là một cơ cấu đóng mở điều khiển được, ban đầu dược dùng để kiểm tra khả năng hoạt động của cơ cấu tự động, khi bay dùng để đảm bảo an toàn hoạt động hệ tự động. Để máy bay cất cánh dễ dàng, một cánh phụ chỉ hoạt động khi cất cánh một cách tự động: khi máy bay trên mặt đất và cất cánh, cánh phụ này mở ra bằng áp suất từ động cơ, sau đó cánh này đóng lại khi tốc độ đủ lớn làm tăng áp trong ống dẫn khí vào. Việc diều chỉnh cửa hút và tần đầu máy nén thay đổi tỷ số nén từ 4,1 đến 10,4 và đảm bảo ổn định lượng thông qua, tỷ lệ cháy... dù máy bay có bay với các tốc dộ rất khác nhau.
Việc dưa cửa hút gió lui về sau tạo điều kiện có khoang rộng cho radar, đặt trong một nắp chụp phía trước máy bay, không còn hạn chế kích thước. như ở dòng MiG-21 khác. Tuy vậy, máy bay thừa kế nhiều của MiG-21PF như là kết cấu nối thân-cánh. Cũng có một số thay đổi như khoang chứa dù hãm, càng trước, ghế phóng...
Máy bay đầu tiên, số hiệu YE-8-1 không mang vũ khí và khí tài, khoang rộng trước mũi đặt các máy móc điều khiển và ghi chép phục vụ việc thử nghiệm. Đến tháng 12 năm 1960, cấp trên đã duyệt các phương án kỹ thuật. Đến tháng 1 năm 1963, máy bay hoàn thành và chuyển đến sân bay Zhukovskiy. Ngày 5 tháng 3, máy bay đã được lắp cánh và lần đầu tiên được kéo ra đường chạy. Máy bay YE-8-1 rơi trong thử nghiệm sau đó. Máy bay tiếp theo YE-8-2 tiếp tục thử nghiệm, dựa trên các kết quả, nhười ta thiết kế YE-8M, sau này trở thành hình mẫu để phát triển MiG-23.

### Kết thúc của kết cấuMiG-21
YE-8 chỉ xuất hiện trong thời gian ngắn và số lượng 2 chiếc. Những máy bay ban đầu dòng MiG-21 thử nghiệm như YE-1, YE-2 vẫn sử dụng loại cánh xuôi sau. YE-4 có thể coi là chiếc MiG-21 đầu tiên và đến YE-6 xuất hiện bào khí trước. Dòng MiG-21 ban đầu dược thiết kế để chiến đấu dogfight, nhưng các đồ điện tử xuất hiện, nên những MiG-21 sau đó nỗ lực sử dụng những phương tiện đầu tiên của phương thức FBV.YE-8 là nỗ lực lớn nhất của dòng MiG-21, một chiếc máy bay linh hoạt, tốc độ cao, tầm bay xa, gia tốc lực nâng lớn với khối lượng nhỏ, khoang radar lớn. Những yêu cầu chiến đấu và kỹ thuật mới đòi hỏi rất nhiều các phương tiện tự động. YE-8 là một máy bay hết sức thú vị, có lẽ là một trong những máy móc cuối cùng sử dụng các phương tiện cơ khí không có máy tính để thực hiện các cơ cấu tự động khá phức tạp. YE-8 đã đạt những điểm vận động như máy bay dùng máy tính bằng các cơ cấu cơ khí thông minh.
Nhưng những thử nghiệm YE-8 cũng chứng minh trần kỹ thuật của kết cấu MiG-21, vai trò không thể thiếu của máy tính hàng không. Trên các kết quả thử nghiệm YE-8, người ta thiết kế các máy bay sử dụng máy tính, ổn định điện tử tự động, và chính điều này khai tử dòng máy bay tự cân bằng MiG-21 về trước, cũng như kết cấu hết sức thú vị của YE-8. Sau YE-8, các máy bay MiG-25 và MiG-23 hoàn toàn sử dụng máy tính điều khiển, chiến đấu bằng tên lửa, quan sát bằng radar. Các cơ cấu tự động thú vị của YE-8 được thay thế bằng các máy đo, các ống thủy lực, máy tính số mạnh.
Những kết quả của YE-8 về bào khí trước, điều khiển cửa hút gió, chống xung và ổn định dòng khí vào... đóng góp lớn cho các máy bay chiến đấu. Nó quả là máy bay đi trước thời đại. Kết cấu khí động của nó đến nay vẫn được sử dụng rộng rãi.
YE-8
Sải cánh, m 7.15
Dài, m 16.90
Diện tích cánh, m2 23.12
Khối lượng, kg
Máy bay rỗng: 5670
Cất cánh thường: 6800
Cất cánh lớn nhất: 8200
Dầu trong, l 3200
Tốc độ tối đa, km/h 2230 (M=2,1)
Trần bay, m 20000
Động cơ: 1 động cơ R-21F-300.